# طبيب ريفي (مجموعة قصصية)
طبيب ريفي (بالألمانية: Ein Landarzt) مجموعة قصص قصيرة من تأليف الكاتب التشيكي فرانز كافكا، كتبها في عام 1916، ونشرت من قبل كورت وولف في عام 1919. عنوان المجموعة مأخوذ من أحد القصص التي يتضمنها. وتعتبر المجموعة القصصية الثانية لكافكا.

## المحتويات
تحنوي المجموعة على القصص الأربعة عشر التالية:
- «المحامي الجديد» «Der neue Advokat».
- «طبيب ريفي» «Ein Landarzt».
- «في المعرض» «Auf der Galerie».
- «مخطوطة قديمة» «Ein altes Blatt».
- «أمام القانون» «Vor dem Gesetz».
- «بنات آوى والعرب» «Schakale und Araber»
- «زيارة لمنجم» «Ein Besuch im Bergwerk».
- «القرية التالية» «Das nächste Dorf».
- «رسالة من الإمبراطور» «Eine kaiserliche Botschaft».
- «عطاءات رجل عائلة» «Die Sorge des Hausvaters».
- «أحد عشر ابنا» «Elf Söhne».
- «قاتل أخيه» «Ein Brudermord».
- «حلم» «Ein Traum».
- «تقرير إلى أكاديمية» «Ein Bericht für eine Akademie».

كان من المفترض أن تكون قصة كافكا القصيرة «راكب الدلو» (Der Kübelreiter) القصة الختامية لهذه المجموعة، ولكن كافكا تراجع عن ذلك قبل طبع المجلد، ونشرت بعد ذلك في عام 1931 في مجموعة كافكا الأخرى «سور الصين العظيم» (Beim Bau der Chinesischen Mauer) التي قام بتجميعها صديقه ماكس برود ونشرها في برلين.

## وصلات خارجية
| - طبيب ريفي، على ويكي مصدر الألمانية. - طبيب ريفي، على كتب جوجل. - طبيب ريفي، على الفهرس العالمي. - طبيب ريفي، على جود ريدز. | - طبيب ريفي، على AbeBooks. - طبيب ريفي، على موقع أمازون. - طبيب ريفي، على موقع مكتبة جامعة هارفارد. - طبيب ريفي، على مكتبة جامعة ميشيغان. |